# Балка Добра
Балка Добра (рос. Балка Добрая) — річка в Україні, у Мелітопольському районі Запорізької області. Ліва притока Малого Утлюка (басейн Азовського моря).

## Опис
Довжина річки 10 км, похил річки 1,0 м/км. Площа басейну водозбору 136 км².

## Розташування
Бере початок у селі Долинське. Тече переважно на південний захід через Кирпичне та Фруктове і у селищі Якимівка впадає у річку Малий Утлюк.

## Цікавий факт
З лівої сторони річки проходять залізнична станція та євроавтошлях E015М18 (автомобільний шлях міжнародного значення на території України, Харків — Сімферополь — Алушта — Ялта.